# Chechu Biriukov
José Aleksándrovich Biriukov Aguirregabiria (Moscú, 3 de febrero de 1963), conocido como Chechu Biriukov, es un exbaloncestista hispano-ruso de 1,94 m de estatura. Jugó como escolta en el Real Madrid y fue internacional con las selecciones de la Unión Soviética y España.

## Biografía
Hijo de padre ruso y madre española. Su madre, Clara Aguirregabiria, natural de la localidad vizcaína de Ortuella en el País Vasco, se vio obligada al exilio en plena Guerra Civil, siendo parte de los evacuados «niños de Rusia», en su mayoría asturianos y vascos. Partió de Santurce junto a sus hermanos y otros 2895 niños y niñas en el vapor «Habana» rumbo a Burdeos, y de allí la Unión Soviética. Allí se casó con un taxista moscovita, Aleksandr Biriukov. De ese matrimonio nacieron dos hijos: el mayor, Yura Biriukov, médico, que trabaja como pediatra en Madrid, y José, conocido como Josechu.
Josechu, o Chechu, jugó la mayor parte de su carrera en el Real Madrid Baloncesto, donde es considerado como uno de los mejores jugadores de su historia. Su peculiar tiro de tres puntos y penetraciones a canasta lo convirtieron en un soporte vital del equipo. Como dijo George Karl, era «el jugador blanco con las piernas más potentes que había visto nunca», lo que le permitía entrar a canasta cómo y cuando quería, y con un tiro exterior absolutamente heterodoxo (prácticamente no le daba arco al lanzamiento), pero muy efectivo.

### Orígenes y primeros años
Comenzó jugando en las categorías inferiores del CSKA de Moscú, aunque pronto pasó al Dinamo de Moscú, en el que ya consiguió llegar a jugar encuentros internacionales de categorías inferiores con la Unión Soviética, en un EuroBasket júnior, coincidió con Dražen Petrović y Jordi Villacampa. En la temporada 83/84 juega como sénior en el MBC Dinamo Moscú en la liga soviética.

### Etapa madridista
En la temporada 1983-84 con 20 años de edad, es fichado por el Real Madrid en el que estaría 11 temporadas llenas de éxitos en las que contribuyó decisivamente a la conquista de 12 títulos, en una de las épocas más importantes de la historia del club. Cabe destacar entre los partidos que más se recuerdan por su actuación la espectacular victoria en la final de la Recopa contra el Snaidero Caserta, en la que Biriukov jugó un papel decisivo anotando 20 puntos, y también la exhibición contra Boston Celtics en el Open McDonald's de 1988. Como dato anecdótico hay que decir que estuvo presente en los All Star de la ACB del 87 y del 91.
En el ocaso de su carrera tuvo una sonada pelea con José Miguel Antúnez durante un partido en León, en el momento más oscuro de las relaciones del vestuario del Real Madrid.

### Internacionalidades
Jugó 22 partidos con la Selección absoluta de la Unión Soviética (todos amistosos) y 57 con España. Cabe mencionar que participó con España en los Juegos Olímpicos de Barcelona 1992, terminando en 9.ª posición.

### Etapa posterior a su carrera deportiva
Actualmente, Biriukov hace negocios de importación y exportación y es representante de artistas y otras personalidades.
En 2015, abrió su propio restaurante en el madrileño barrio de Las Tablas.

## Palmarés
- 4 Liga ACB (1985, 1986, 1993, 1994)
- 4 Copa del Rey (1985, 1986, 1989, 1993)
- 1 Euroliga (1995)
- 2 Recopa de Europa (1989 y 1992)
- 1 Copa Korać (1988)